# Gândul Mâței
Gândul Mâței è un gruppo musicale moldavo formatosi nel 1996. È attualmente costituito dai musicisti Nicu Țărnă, Sergiu Iarovoi, Igor Cristov, Ghenadie Cazac e Sergiu Rusu.

## Storia del gruppo
I Gândul Mâței sono saliti alla ribalta col secondo album in studio La čocana (2004), che è arrivato al 6º posto della classifica degli LP più venduti mensilmente nella Federazione Russa della Nacional'naja Federacija Muzykal'noj Industrii. Hanno poi partecipato a Jevrobačennja 2005 nel tentativo di rappresentare l'Ucraina all'Eurovision Song Contest, gareggiando con l'inedito La čocana.
I dischi GheM în GheM e Kometa sono stati pubblicati rispettivamente nel 2005 e nel 2007.

## Formazione
Attuale
- Nicu Țărnă
- Sergiu Iarovoi
- Igor Cristov
- Ghenadie Cazac
- Sergiu Rusu

Ex componenti
- Bogdan Dascăl
- Dan Popov
- Valeriu Mazalu
- Mamba
- Iurie Berdea

## Discografia
- 2000 – Cu gândul la ea
- 2004 – La čocana
- 2005 – GheM în GheM
- 2007 – Kometa